# Scott (Ohio)
Scott é uma vila localizada no estado norte-americano de Ohio, no Condado de Paulding e Condado de Van Wert.

## Demografia
Segundo o censo norte-americano de 2000, a sua população era de 322 habitantes. Em 2006, foi estimada uma população de 319, um decréscimo de 3 (-0.9%).

## Geografia
De acordo com o United States Census Bureau tem uma área de 2,1 km², dos quais 2,1 km² cobertos por terra e 0,0 km² cobertos por água. Scott localiza-se a aproximadamente 224 m acima do nível do mar.

## Localidades na vizinhança
O diagrama seguinte representa as localidades num raio de 16 km ao redor de Scott.